# Hokej na ledu na ZOI 2014.
Turnir u hokeju na ledu na olimpijskim igrama u Sočiju održavao se u Ledenoj dvorani Boljšoj i Areni Šajba.

## Medalje
|          | zlato  | srebro  | bronca    |
| Muškarci | Kanada | Švedska | Finska    |
| Žene     | Kanada | SAD     | Švicarska |

## Turnir za muškarce

### Zemlje sudionice
Dvanaest momčadi natjecalo se u muškom turniru.
| Skupina A - Rusija - Slovačka - SAD - Slovenija | Skupina B - Finska - Kanada - Norveška - Austrija | Skupina C - Češka - Švedska - Švicarska - Latvija |

## Turnir za žene

### Zemlje sudionice
Ukupno osam timova natjecalo se u ženskom turniru.
| Skupina A - Kanada - Švicarska - Finska - SAD | Skupina B - Rusija - Švedska - Njemačka - Japan |

## Vanjske poveznice
- Rezultati natjecanja  Arhivirana inačica izvorne stranice od 2. srpnja 2014. (Wayback Machine)